# Svenska Fotografers Förbund

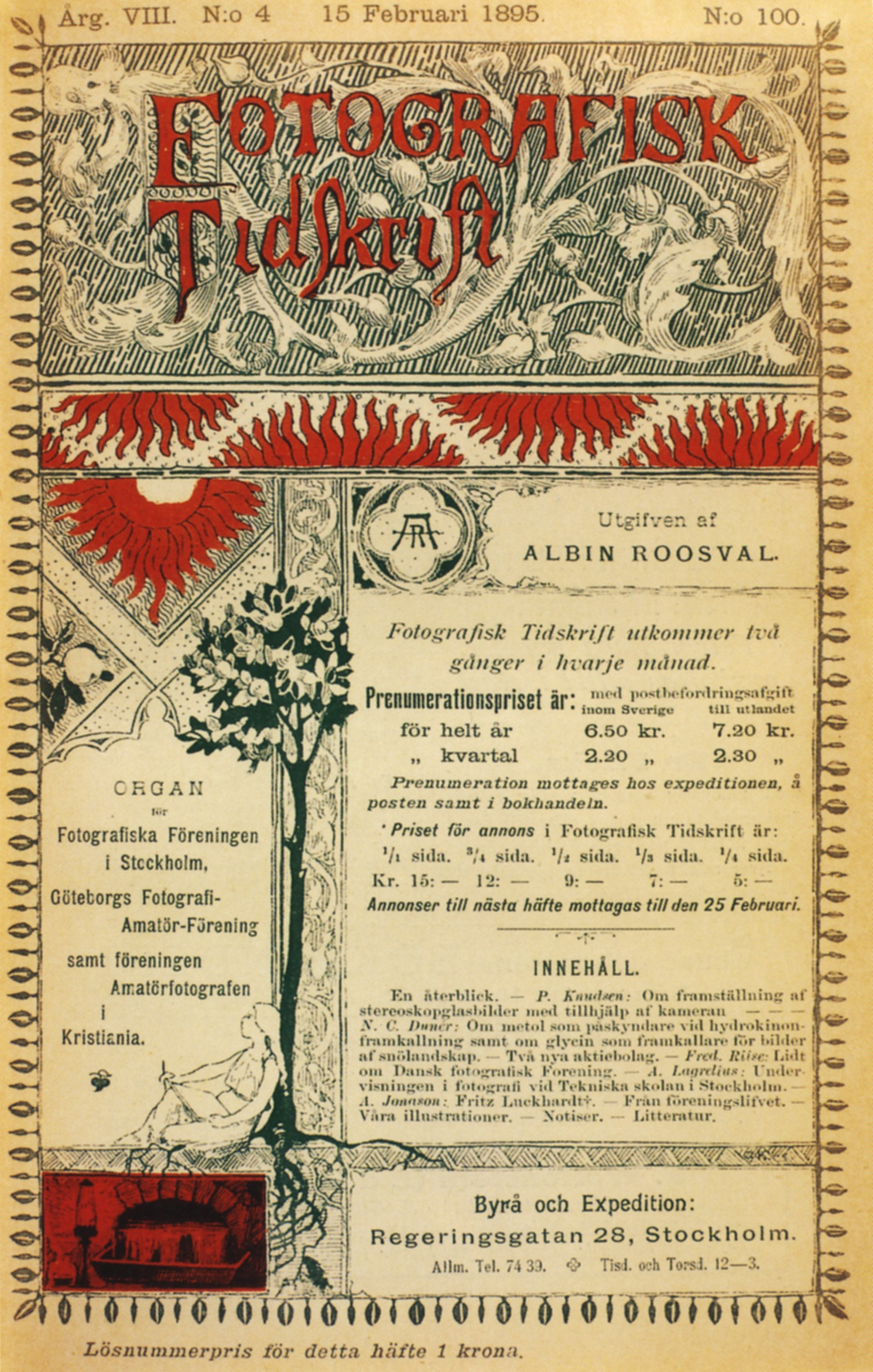
Omslag till Fotografik Tidskrift 1895

Svenska Fotografers Förbund, SFF, bildades 1895 och är Sveriges äldsta intresseorganisation för yrkesfotografer. En av stifterna till förbundet var Herman Hamnqvist.
SFF:s främsta uppgift är att stärka och utveckla yrkesfotografernas villkor. Verksamheten är omfattande och innefattar allt från rådgivning i pris- och upphovsrättsfrågor, teknisk support till avancerad utbildning och riktlinjer för hur branschen ska hantera digitala bilder. SFF är remissinstans för lagförslag som rör fotografer och bildmedia och representerar kåren i olika samarbetsnämnder och stipendiesammanhang.
Bland andra Karl Sandels, K. W. Gullers och Curt Götlin har varit ordförande för SFF. Inga Ohlsén blev förbundets första kvinnliga ordförande år 1963. Nuvarande ordförande är fotograf Tuana Fridén. 
Ordföranden i kronologisk ordning 
Gösta Florman 1895-1900 
Ernest Florman 1900-1937
Edvard Welinder 1937-1953
KW Gullers 1953-1957
Curt Götlin 1957-1960
Stig Grip 1960-1963
Inga Ohlsén 1963-1964
Jöran Cassel 1964-1967
Gunnar Hällås 1967-1969
Stig Grip 1969-1971
Olle Åkerström 1971-1975
Lars T Jacobson 1975-1979
Leif Hasselberg 1979-1980
Georg Sessler 1980-1982
Calldick Lundblad 1982-1985
Bengt Wanselius 1985-1988
Stefan Ohlsson 1988-1997
Åke Hedström -1997-2000
Åke Sandström 2000-2009
Pelle Kronestedt 2009-2011
Lotta Schwarz 2011-2014
Anki Almqvist 2014-2018
Paulina Holmgren 2018-2024
Tuana Fridén 2024-
(Källa SFF)
Förbundets tidning är Fotografisk Tidskrift, grundad 1888 av Fotografiska Föreningen som var föregångare till Svenska Fotografers Förbund. Nuvarande redaktör Jenny Morelli.
Fotoförfattarna är en del av Svenska Fotografers Förbund med egen styrelse. Nuvarande ordförande är Simon Mlangeni Berg. Fotoförfattarna delar årligen ut Svenska Fotobokspriset.